# روجيه ريشولت
روجيه ريشولت (بالنرويجية البوكمول: Roger Risholt)‏ (10 أبريل 1979 بآرندال في النرويج - ) هو لاعب كرة قدم نرويجي في مركز الوسط. شارك مع منتخب النرويج تحت 17 سنة لكرة القدم ومنتخب النرويج لكرة القدم. أما مع النوادي، فقد لعب مع آرهوس جمناستيك فورينينغ وترومسو إيدريتسلاغ ونادي ساندفيورد ونادي ستارت ونادي فريدريكستاد ونادي هكن وKristiansund BK ‏ وFK Jerv ‏ ونادي سوندسفال ‏ وKongsvinger IL Toppfotball ‏.

## وصلات خارجية
- روجيه ريشولت على موقع اتحاد النرويج (النرويجية)
- روجيه ريشولت على موقع قاعدة بيانات كرة القدم.إي يو (الإنجليزية)
- روجيه ريشولت على موقع ناشيونال فوتبول تيمز (الإنجليزية)
- روجيه ريشولت على موقع Soccerway.com (الإنجليزية)
- روجيه ريشولت على موقع عالم كرة القدم.نت (الإنجليزية)